# Floryda Cevoli
Floryda Cevoli, właśc. wł. Lucrezia Elena Cevoli (ur. 11 listopada 1685 w Pizie, zm. 12 czerwca 1767 w Città di Castello) – włoska klaryska kapucynka (OSCCap), dziewica i błogosławiona Kościoła rzymskokatolickiego.
W 1703 roku wstąpiła do klarysek kapucynek w Città di Castello i przyjęła imię Floryda. W dniu 8 czerwca 1703 roku rozpoczęła nowicjat w obecności św. Weroniki Giuliani. W 1727 roku została wybrana na przełożoną klasztoru.
Zmarła 12 czerwca 1767 roku w opinii świętości.
Beatyfikował ją Jan Paweł II 16 maja w 1993 roku.
Jej wspomnienie liturgiczne w Kościele katolickim obchodzone jest w dzienną pamiątkę śmierci.
Oo. Kapucyni wspominają bł. Florydę 16 czerwca.